# Hönich Lajos
Hönich Lajos (1892. – ?) válogatott labdarúgó, csatár, jobbösszekötő. A sportsajtóban Hönich I néven volt ismert.

## Pályafutása

### Klubcsapatban
A III. kerületi TVE labdarúgója volt. Gólveszélyes csatár volt, aki a támadásokban hosszú szöktetésekkel és jó kiugratásokkal vett részt a csapatjátékban. Hasonlított Schlosser Imrére ezért budai Slózi-nak is hívták.

### A válogatottban
1918-ban egy alkalommal szerepelt a magyar labdarúgó-válogatottban.

## Statisztika

### Mérkőzése a válogatottban
| Magyarország | Magyarország    | Magyarország                    | Magyarország | Magyarország | Magyarország | Magyarország | Magyarország | Magyarország |
| #            | Dátum           | Helyszín                        | Hazai        | Eredmény     | Vendég       | Kiírás       | Gólok        | Esemény      |
| ------------ | --------------- | ------------------------------- | ------------ | ------------ | ------------ | ------------ | ------------ | ------------ |
| 1.           | 1918. május 12. | Budapest, Hungária körúti pálya | Magyarország | 2 – 1        | Svájc        | barátságos   | -            |              |
|              | Összesen        |                                 |              | 1            | mérkőzés     |              | 0            | gól          |